# بناء بالحجارة

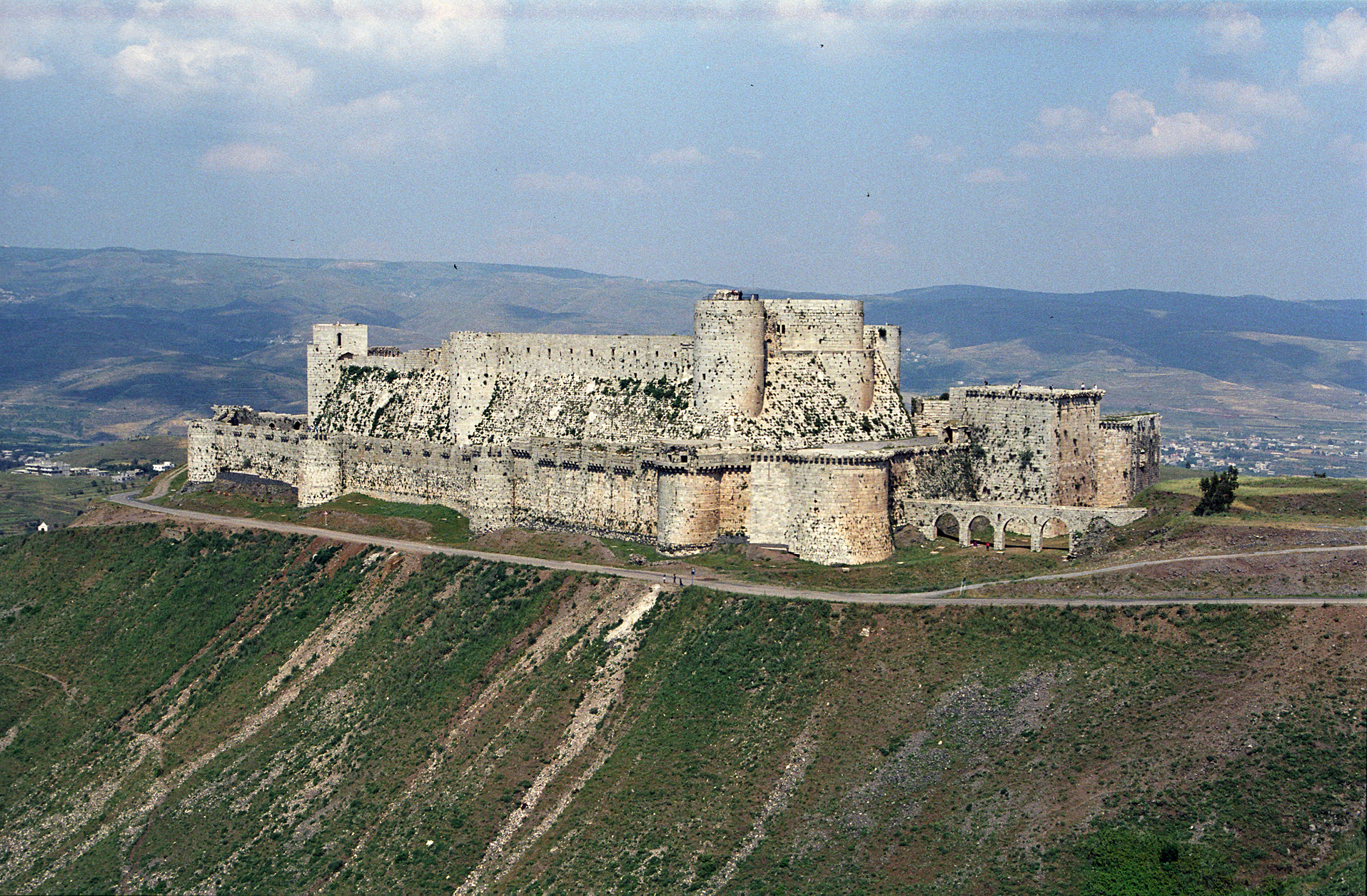
قلعة الحصن في مدينة حمض السورية، وهي مشيدة بالحجارة

البناء بالحجارة هو تشييد المباني والإنشاءات والمنحوتات باستخدام الحجارة الصخرية مادةً أولية، بالإضافة إلى الملاط في أغلب الأحيان.
يعد البناء بالحجارة أحد أقدم أساليب التشييد، والذي تعود جذوره إلى بضع الآلاف من السنين، وهناك العديد من الشواهد التاريخية على الأبنية الحجرية المشيدة على هيئة مأوى أو معبد أو نصب أو معلم تذكاري أو الحصون ؛ وكذلك في مجال الفنون في إنشاء المعالم الفنية. من الأمثلة الشهيرة على الأبنية المشيدة بالحجارة كل من غوبكلي تبه وتاج محل وسور الصين العظيم؛ وغيرها الكثير.
توجد هنالك العديد من الأساليب والأنماط في تشييد الأبنية الحجرية.